# راداوکا (استان اوپوله)
راداوکا (به لهستانی: Radawka) یک منطقهٔ مسکونی در لهستان است که در گمینا زنبوویتسه واقع شده‌است.